# Protohaustorius wigleyi
Protohaustorius wigleyi är en kräftdjursart som beskrevs av Edward Lloyd Bousfield 1965. Protohaustorius wigleyi ingår i släktet Protohaustorius och familjen Haustoriidae. Inga underarter finns listade i Catalogue of Life.